# Gabriel Mas
Gabriel Mas Arbona (Montuiri, Baleares, 9 de marzo de 1933) es un exciclista español, profesional entre 1957 y 1966. Sus mayores éxitos deportivos los obtuvo en 1959 al lograr 1 victoria de etapa en la Vuelta a España y en 1960 al lograr la victoria absoluta en la Vuelta a Andalucía.

## Palmarés
1957
- 1 etapa en la Vuelta a Andalucía

1959
- 1 etapa en la Vuelta a España

1960
- Vuelta a Andalucía

1965
- 3.º en el Campeonato de España de ciclismo en ruta

## Palmarés en las Grandes Vueltas
| Carrera | Carrera         | 1958 | 1959 | 1960 | 1961 | 1962 | 1963 | 1964 |
| ------- | --------------- | ---- | ---- | ---- | ---- | ---- | ---- | ---- |
|         | Giro de Italia  | —    | —    | 51.º | 17.º | —    | —    | —    |
|         | Tour de Francia | —    | —    | Ab.  | —    | —    | 40.º | Ab.  |
|         | Vuelta a España | 18.º | 39.º | Ab.  | 35.º | Ab.  | Ab.  | 38.º |